# Þorbjörn dísarskáld
Þorbjörn dísarskáld, A volte chiamato Thorbjörn dísarskáld o Thorbiorn disarskald (fl. X-XIII secolo), è stato uno scaldo islandese del X o XIII secolo.
Il suo soprannome significa "poeta della signora" o "poeta dei dís". Potrebbe essere un'allusione ad un poema perduto su Freyja (che Snorri Sturluson nel suo Skáldskaparmál chiama Vanadís, "signora dei Vanir" o "dís dei Vanir") o ad uno dei dísir.
Si sono conservati solo uno o due frammenti di questa poesia, contenuti nello Skáldskaparmál. Il primo (due versi ed una stanza) deriva da un poema su Thor. La stanza contiene un elenco di giganti maschi e femmine uccisi dal dio.
L'altro pezzo riguarda il battesimo di una persona sconosciuta.
La paternità di Þorbjörn su questo passaggio non è sicura. Se entrambi i testi fossero dello stesso autore, come afferma Anthony Faulkes, allora Þorbjörn divenne cristiano.